# Josnes
Josnes ist eine französische Gemeinde mit 862 Einwohnern (Stand: 1. Januar 2022) im Département Loir-et-Cher in der Region Centre-Val de Loire; sie gehört zum Arrondissement Blois und zum Kanton La Beauce. 

## Geographie
Die Gemeinde Josnes liegt etwa 27 Kilometer ostsüdöstlich von Orléans am Rande der Bördelandschaft Beauce. Umgeben wird Josnes von den Nachbargemeinden Lorges im Norden und Westen, Cravant im Norden und Nordosten, Villorceau im Osten, Tavers im Osten und Südosten, Séris im Süden sowie Concriers im Südwesten.

## Bevölkerungsentwicklung
| Jahr                       | 1962 | 1968 | 1975 | 1982 | 1990 | 1999 | 2006 | 2014 | 2021 |
| -------------------------- | ---- | ---- | ---- | ---- | ---- | ---- | ---- | ---- | ---- |
| Einwohner                  | 838  | 861  | 808  | 793  | 775  | 872  | 974  | 886  | 850  |
| Quellen: Cassini und INSEE |      |      |      |      |      |      |      |      |      |

## Sehenswürdigkeiten
- Kirche Saint-Médard, Mitte des 19. Jahrhunderts erbaut
- Schloss Cerqueux aus dem 17./18. Jahrhundert, Monument historique

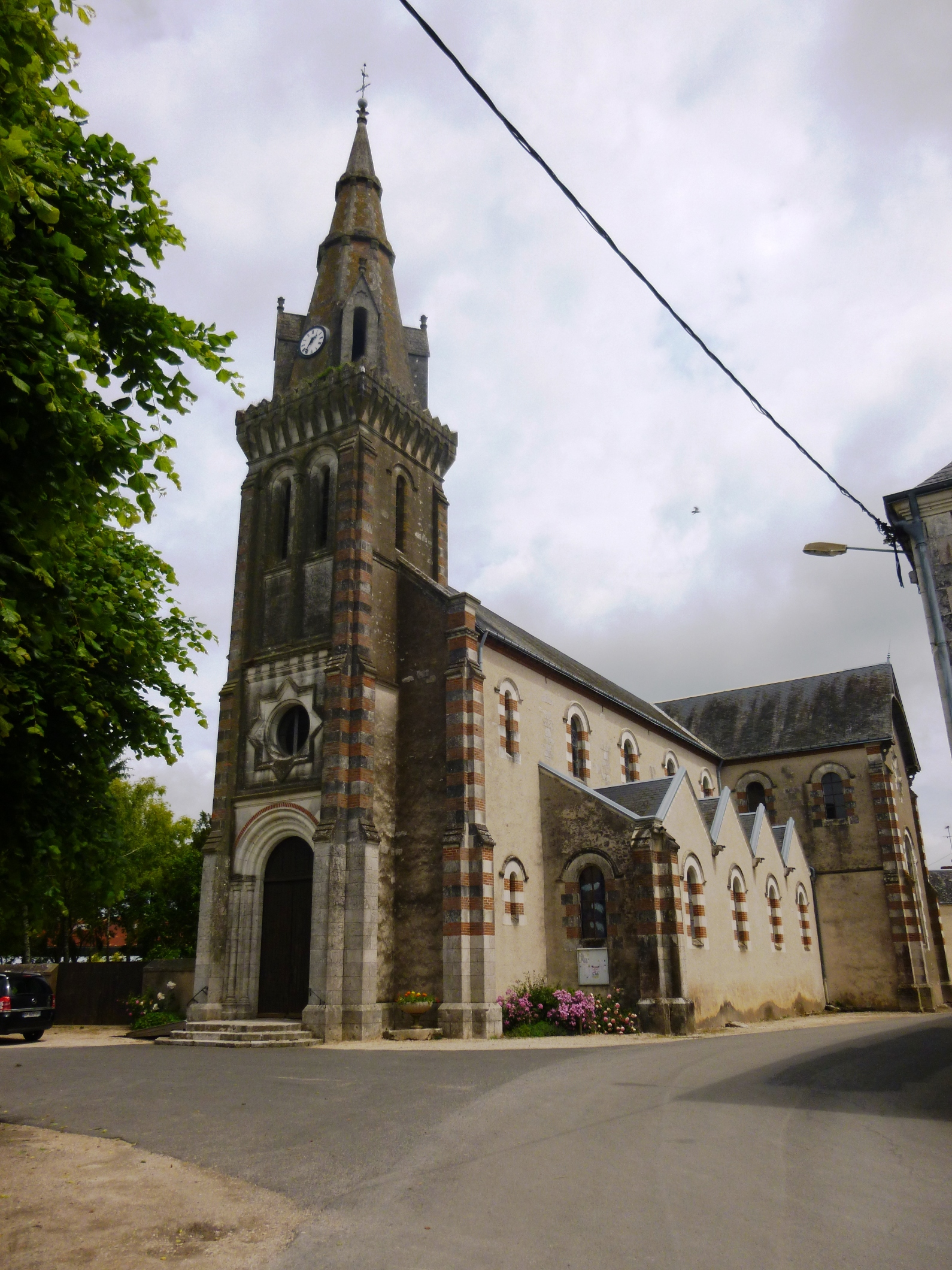
Kirche Saint-Médard

- Rathaus mit Park